# Violet UK
Violet UK o Violet que fue su nombre inicial, es un proyecto que Yoshiki Hayashi (Yoshiki), fundador de X Japan ha estado trabajando desde que su grupo se separó en 1997. El UK está añadido porque la mayoría de las canciones están cantadas en inglés. El estilo de Violet UK es una mezcla de varios géneros, esto es lo que dijo Yoshiki sobre su proyecto:
"He decidido que este año voy a volver con mi nuevo proyecto llamado "Violet UK". Comencé a tocar el piano como pianista clásico a los 4 años. Cuando empecé a tocar la batería, comencé a escuchar rock, rock duro especialmente. Y entonces comencé a escuchar el rock punky. De allí a la música del jazz - I también toco el piano para jazz. Después que adentré más la música dance, trip hop, trance. Eso me interesa... todo. Estoy intentando combinar todos esos géneros en Violet UK. Quisiera crear algo hermoso para llegar a los corazones de la gente. Muchas veces que he estado deprimido, la música me ayudó. Quisiera crear música para ayudar a la gente y a los fans."
El primer álbum tenía que ser lanzado en 2002, pero se pospuso por razones aún desconocidas al siguiente año, además de ser lanzamiento mundial, pero tampoco salió en 2003. En 2005 un concierto sinfónico en DVD fue lanzado.
Otra fecha para el álbum fue el nueve se septiembre de 2005, la fecha de la disolución de X Japan, pero tampoco salió. Pero sí se lanzó un sencillo llamado "Sex and Religion" en iTunes Japón.
- Datos: Q9094300